# Ludwig Hopf
Ludwig Hopf (Nürnberg, 1884 — Dublin, 21 de dezembro de 1939) foi um físico teórico alemão. No início de sua carreira foi assistente e colaborador e co-autor com Albert Einstein.
Obteve um doutorado em 1909 na Universidade de Munique, orientado por Arnold Sommerfeld.
Contribuiu para a matemática, relatividade restrita, hidrodinâmica e aerodinâmica.

## Obras
- Einführung in die Differentialgleichungen der Physik, De Gruyter 1933
  - Em inglês: Introduction to the differential equations of physics, Dover 1948. Traduzido por Walter Nef
- Die Relativitätstheorie, Reihe Verständliche Wissenschaft, Springer Verlag 1931
- Materie und Strahlung, Reihe Verständliche Wissenschaft, Springer Verlag 1936
- com Richard Fuchs: Aerodynamik, Handbuch der Flugzeugkunde Volume 2, Berlim: R. C. Schmidt 1922
  - 2ª Edição com Richard Fuchs, Friedrich Seewald: Aerodynamik, 2 Volumes, Springer 1934, 1935